# اولگا نیکولایوا
اولگا نیکولایوا (روسی: Ольга Викторовна Николаева؛ زادهٔ ۱۴ مه ۱۹۷۲) ورزشکار والیبال ساحلی اهل روسیه است.
وی در مسابقات کشوری و بین‌المللی در مجموع برندهٔ ۱ مدال نقره شده‌است.